# Murmur
Murmur — дебютный студийный альбом группы R.E.M., вышедший в 1983 году на I.R.S. Records.

## Об альбоме
Первый полноценный альбом REM. Вышел 12 апреля 1983 года. На следующий день был издан сингл Radio Free Europe, который в другой версии уже издавался два года ранее на независимом лейбле. Песня в новом варианте достигла 78-го места в чартах и с ней группа была приглашена на шоу Дэвида Леттермана (Late Night With David Letterman на NBC), где они отыграли первое своё ТВ-выступление.

В чартах альбом достиг 36-го места, а продажи составили 200 тысяч проданных копий. Стал альбомом 1983 года по версии журнала Rolling Stone, обойдя Thriller Майкла Джексона, War U2 и последний альбом Police. Первое место пластинка получила также в Record и Trouser Press, 2-е место в Los Angeles Times и Village Voice. Музыкальный критик Сергей Степанов объясняет секрет успеха группы следующей формулой: 
Звонкая гитара Питера Бака, певучий бас Майка Миллса, целеустремленная барабанная дробь Билла Берри и самозабвенное «бу-бу-бу» певца Майкла Стайпа. Эффект был произведен выдающийся: инди-рок, каким мы его знаем, — безусловная заслуга R.E.M. вообще и их первой пластинки в частности.

## Переиздание
В 2008 году в честь 25-летнего юбилея пластинки вышло двухдисковое переиздание на лейбле I.R.S./UMe. Первый диск представляет собой ремастеринговую версию оригинального альбома, на втором помещён ранее не издававшийся концерт группы, записанный в Торонто спустя три месяца после выхода дебютника. Кроме песен с дебютной пластинки на концерте музыканты исполнили композиции со своего EP Chronic Town, а также одну чужую — There She Goes Again от The Velvet Underground.

## Список композиций
| №                   | Название                 | Длительность |
| ------------------- | ------------------------ | ------------ |
| 1.                  | «Radio Free Europe»      | 4:03         |
| 2.                  | «Pilgrimage»             | 4:25         |
| 3.                  | «Laughing»               | 3:52         |
| 4.                  | «Talk About The Passion» | 3:22         |
| 5.                  | «Moral Kiosk»            | 3:32         |
| 6.                  | «Perfect Circle»         | 3:23         |
| 7.                  | «Catapult»               | 3:54         |
| 8.                  | «Sitting Still»          | 3:07         |
| 9.                  | «9 - 9»                  | 3:02         |
| 10.                 | «Shaking Through»        | 4:00         |
| 11.                 | «We Walk»                | 3:04         |
| 12.                 | «West of the Fields»     | 3:15         |
| Общая длительность: | Общая длительность:      | 42:59        |

| №                   | Название                                | Длительность |
| ------------------- | --------------------------------------- | ------------ |
| 13.                 | «There She Goes Again» (автор — Лу Рид) | 2:48         |
| 14.                 | «9-9 (live)»                            | 3:04         |
| 15.                 | «Gardening at Night (live)»             | 3:47         |
| 16.                 | «Catapult (live)»                       | 4:03         |
| Общая длительность: | Общая длительность:                     | 57:37        |

| №                   | Название                                | Длительность |
| ------------------- | --------------------------------------- | ------------ |
| 1.                  | «Laughing»                              | 3:52         |
| 2.                  | «Pilgrimage»                            | 4:08         |
| 3.                  | «There She Goes Again» (автор — Лу Рид) | 2:44         |
| 4.                  | «7 Chinese Bros.»                       | 4:15         |
| 5.                  | «Talk About the Passion»                | 3:02         |
| 6.                  | «Sitting Still»                         | 4:10         |
| 7.                  | «Harborcoat»                            | 3:44         |
| 8.                  | «Catapult»                              | 3:53         |
| 9.                  | «Gardening At Night»                    | 3:33         |
| 10.                 | «9-9»                                   | 3:16         |
| 11.                 | «Just A Touch»                          | 2:27         |
| 12.                 | «West of the Fields»                    | 3:06         |
| 13.                 | «Radio Free Europe»                     | 4:57         |
| 14.                 | «We Walk»                               | 2:56         |
| 15.                 | «1,000,000»                             | 3:05         |
| 16.                 | «Carnival of Sorts (Box Cars)»          | 3:58         |
| Общая длительность: | Общая длительность:                     | 57:06        |

## Участники записи
- Майкл Стайп — вокал
- Питер Бак — гитара
- Майк Миллз — бас-гитара
- Билл Берри — ударные, перкуссия